# Teucrium sagarrae
Teucrium sagarrae là một loài thực vật có hoa trong họ Hoa môi. Loài này được Font Quer miêu tả khoa học đầu tiên năm 1926.